# Kreuzberg (Pleystein)

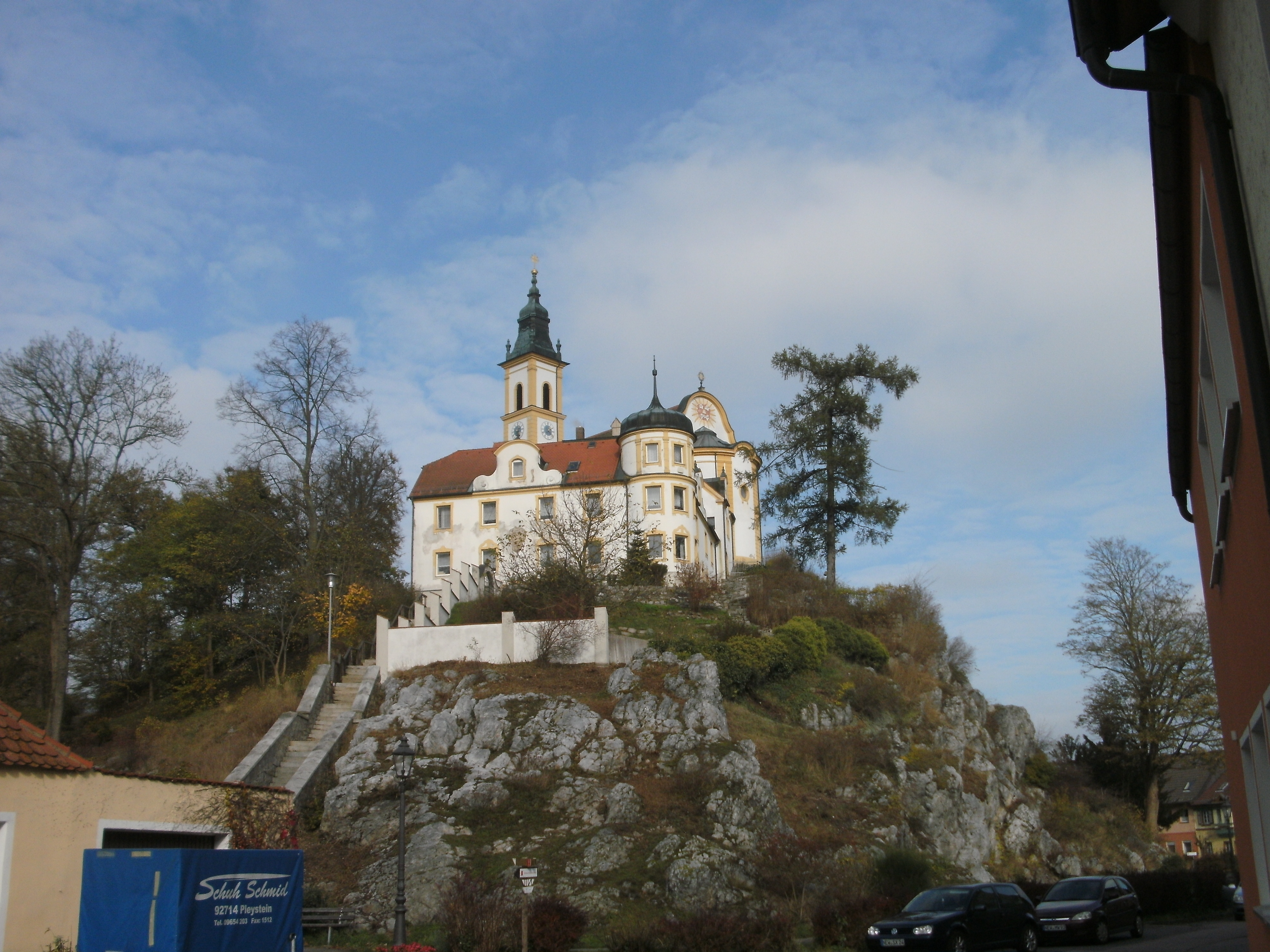
Der Kreuzberg in Pleystein

Der Kreuzberg ist ein Quarzfelsen in Pleystein im Oberpfälzer Landkreis Neustadt an der Waldnaab in Bayern.

## Lage

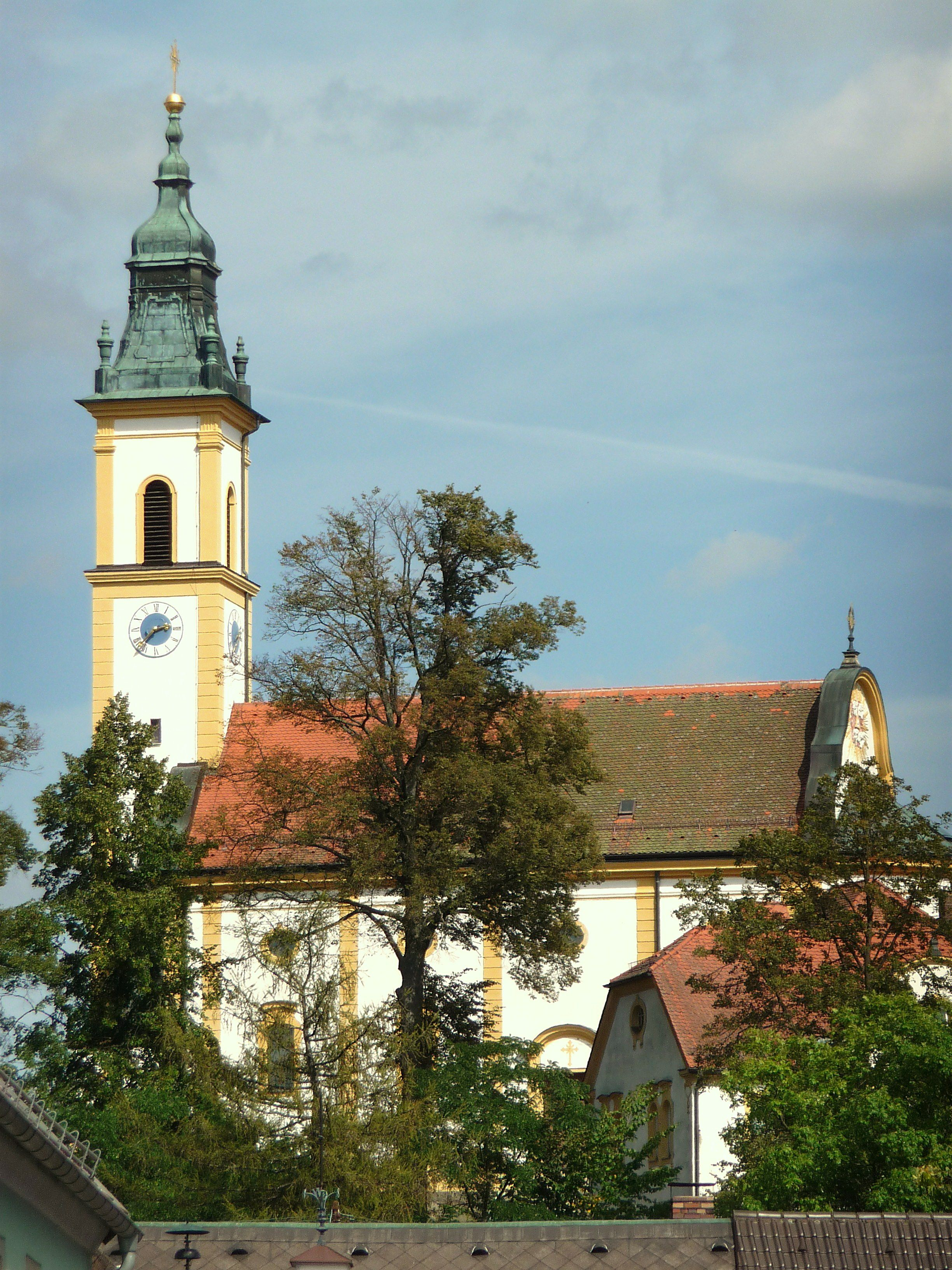
Wallfahrtskirche Heiliges Kreuz

Der Quarzfelsstock befindet sich im Ortskern der Stadt Pleystein. Er ist als Naturdenkmal ausgewiesen und Bestandteil des Naturparks Nördlicher Oberpfälzer Wald. Auf der markanten Felskuppe befindet sich die katholische Wallfahrtskirche Heiliges Kreuz.

## Beschreibung

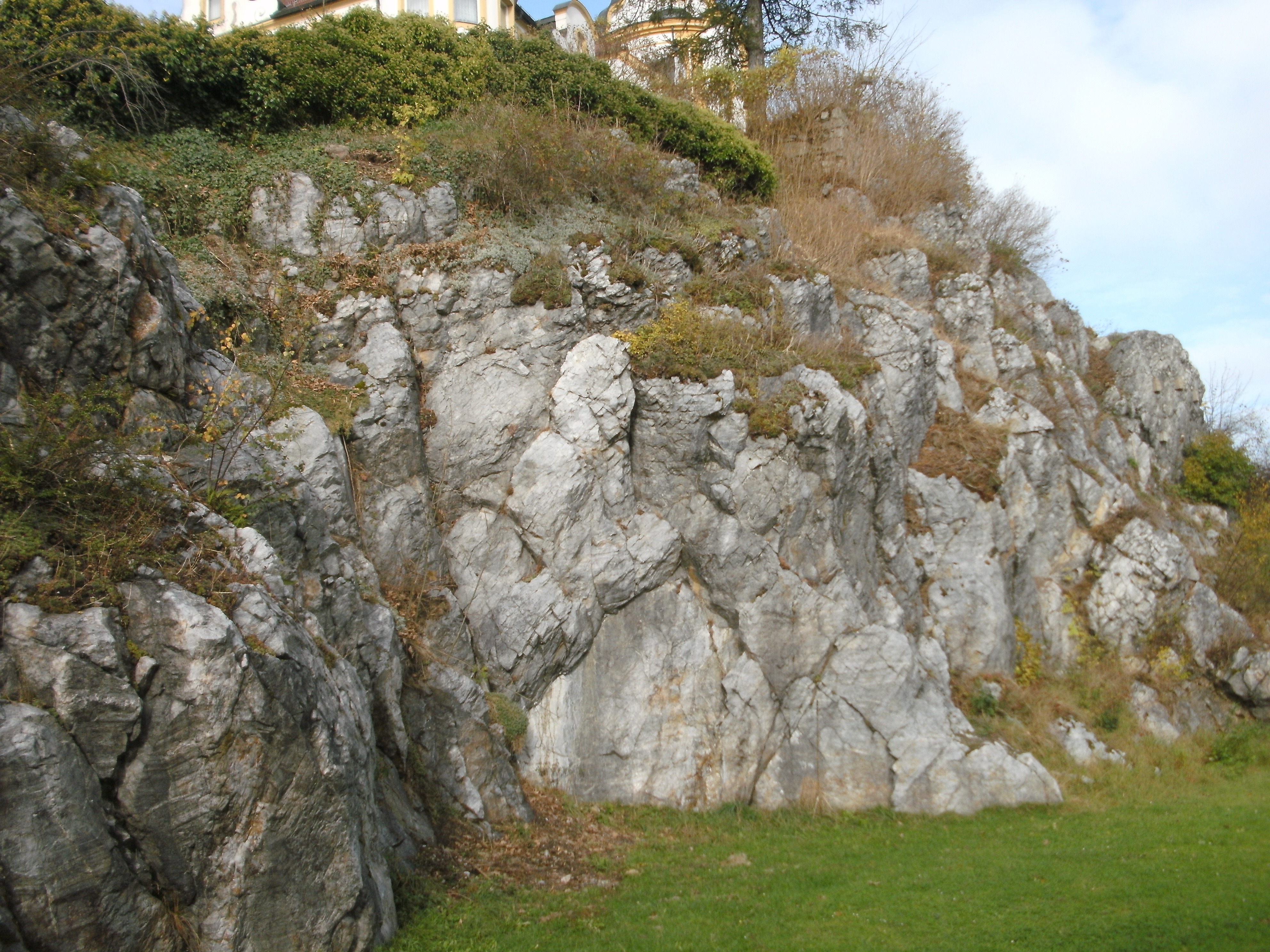
Ostseite der Kreuzberges

Der Kreuzberg ist ein etwa 30 Meter hoher Quarzfelsstock. Der harte Kern eines Pegmatitstockes ist das Wahrzeichen der Stadt. Berühmt wurde der Quarzfelsen wegen seiner schönen und seltenen Mineralien. Durch einen Felssturz in den 1970er Jahren trat unverwittertes Material mit einem „Kristallkeller“ zutage.
Die Bildung des Quarzfelsens steht im Zusammenhang mit den vor etwa 300 Millionen Jahren entstandenen Graniten im kristallinen Grundgebirge Ostbayerns. Im Bereich des heutigen Mittel- und Westeuropas kollidierten zwei Kontinente und türmten das mächtige Variszische Gebirge auf. Die Gesteine, die vorher am Ozeanboden zwischen den Kontinenten lagen, wurden bei der Kollision in die Tiefe gedrückt. Unter den dort herrschenden hohen Druck- und Temperaturbedingungen wurden sie dabei umgewandelt und teilweise aufgeschmolzen. Glutflüssiges Magma stieg an Schwächezonen in der Erdkruste auf und erstarrte unter der Erdoberfläche. Dabei bildeten sich Granitkörper wie der Flossenbürger Granit und Pegmatitstöcke wie in Hagendorf oder hier in Pleystein.

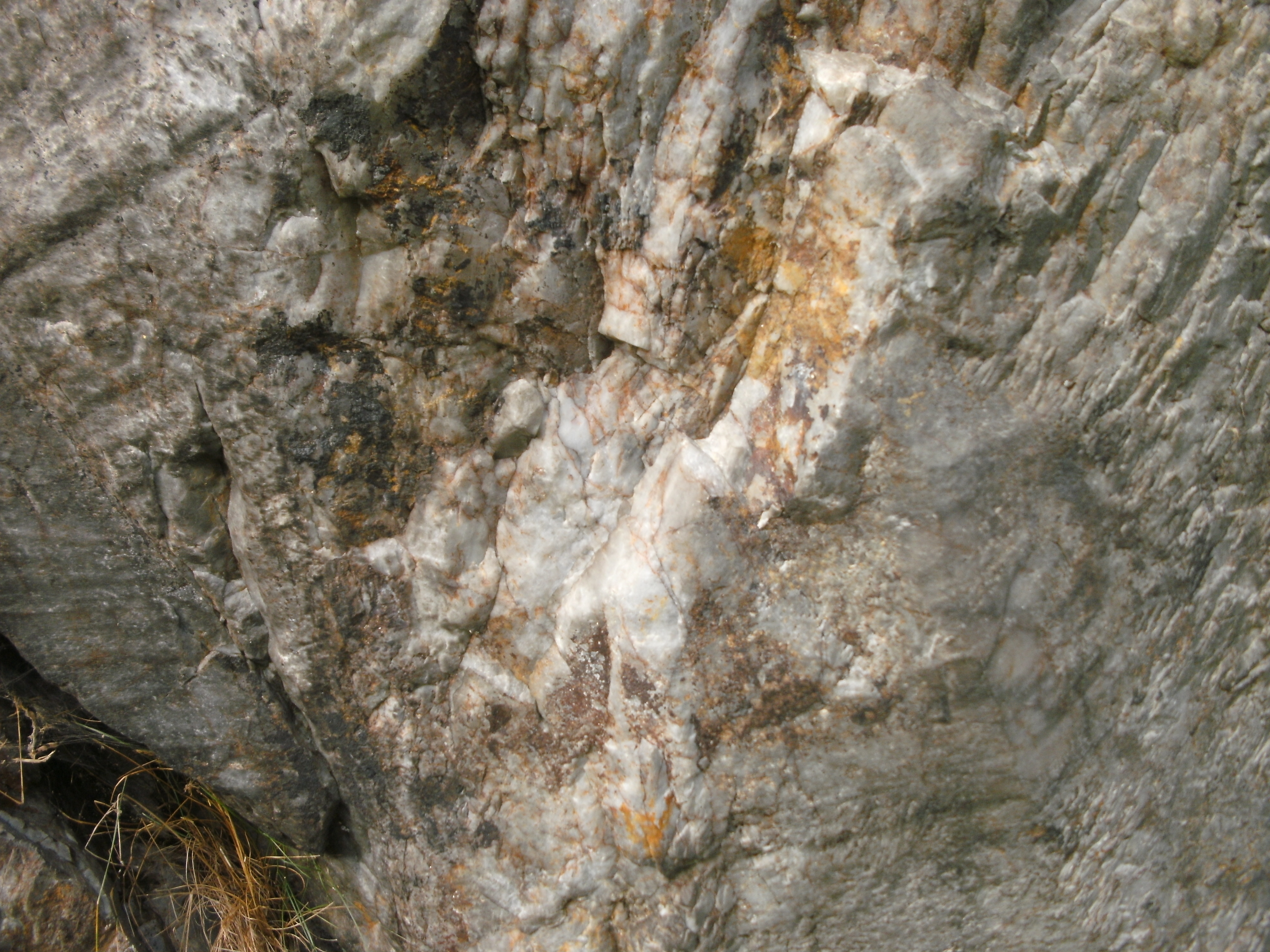
Quarz am Kreuzberg

Pegmatite gehören einer seltenen Gesteinsgruppe an, die sich durch groß- bis riesenkörnige Mineralbildungen auszeichnet. Sie entstehen aus Resten magmatischer Gesteinsschmelzen und enthalten häufig hohe Konzentrationen an seltenen Elementen. Der Pleystein zählt wie die benachbarten Pegmatite von Hagendorf Nord/Süd zu den Quarz-Feldspat-Phosphat-Pegmatiten. Typisch ist hierbei ein zonarer Aufbau, dessen Quarzkern eine Kappe aus Phosphatmineralen trägt und schalenförmig von einer Feldspat- und einer Aplitzone umhüllt wird. Hier in Pleystein ist nur der Quarzkern sowie auf der Ostseite der unterlagernde Aplit erhalten.
Die ehemaligen Lagerstätten in Hagendorf waren vollständiger dokumentiert und wurden in der Vergangenheit weitgehend abgebaut. In Hagendorf-Süd gewann man überwiegend Feldspat für die keramische Industrie sowie Phosphatminerale und vor allem das Lithiumphosphat Triphylin.
Anhaltende Bewegungen der Erdkruste zerlegten im Verlauf von Jahrmillionen das Variszische Gebirge in einzelne kleinere Massive. Daraus entstanden unsere heutigen Mittelgebirge. Verwitterung und Abtragung legten dabei die ursprünglich tief im Untergrund kristallisierten Granite frei.
Sie bilden heute einen Teil der Landoberfläche. Aus dieser ragt der harte Quarzfelsen des Kreuzberges, der widerstandsfähiger gegen die Abtragung war und ist heute eine weithin sichtbare Landschaftsform.
Der Kreuzberg besteht aus hellem Rauchquarz und weißem Milchquarz. Berühmt ist der Ort für den stellenweise auftretenden, rosafarbenen Rosenquarz. Von 1851 bis 1920 hat man den Quarz abgebaut und als Rohstoff zur Porzellan- und Glasherstellung genutzt. Dabei entstand die fast senkrechte Ostseite des Kreuzbeges.
Pleyenstein, die „Stadt am glänzenden Stein“ (althochdeutsch „pleyen“ bedeutet leuchten oder glänzen) wollte nicht ihr Wahrzeichen verlieren und so verbot man 1920 den Abbau. Heute steht der Kreuzberg als Naturdenkmal unter Schutz.

## Geotop
Der Kreuzberg ist vom Bayerischen Landesamt für Umwelt (LfU) als geowissenschaftlich besonders wertvolles Geotop (Geotop-Nummer: 374A015) ausgewiesen. Er wurde auch vom LfU mit dem offiziellen Gütesiegel Bayerns schönste Geotope ausgezeichnet.